# Manuel de Sousa (Milizionär)
Manuel de Sousa war 1998/99 Kommandant der etwa 200 Mann starken pro-indonesischen Miliz (Wanra) Besi Merah Putih BMP im damaligen Distrikt Liquiçá, Osttimor, das damals von Indonesien besetzt war. Die BMP gilt als eine der schlimmsten Gruppen während der Gewalt in Osttimor 1999.

## Leben
Sousa war für die Partai Demokrasi Indonesia PDI Mitglied des Distriktsparlament von Liquiçá zwischen 1992 und 1997.
1995 wurde Sousa Mitglied der von der Kopassus finanzierten Miliz Gardapaksi. Im Dezember 1998 gründete er dann zusammen mit Liquiçás Distriktschef Leonito Martins und mit Hilfe des indonesischen Militärs die BMP. Basis der BMP war Maubara.
Die BMP ging gegen Befürworter der Unabhängigkeit Osttimors von Indonesien vor. Am 30. August 1999 wurde zu dieser Frage ein Referendum abgehalten in dem sich die Mehrheit der Osttimoresen trotz Einschüchterungsversuche durch die Milizen für die Unabhängigkeit aussprach. Es folgte ein letzter schwerer Gewaltausbruch, bei dem etwa 2.000 Menschen ermordet, hunderte Frauen und Mädchen vergewaltigt, drei Viertel der Bevölkerung vertrieben und 75 % der Infrastruktur des Landes zerstört wurden. Manuel de Sousa und der BMP werden diverse Verbrechen gegen die Menschlichkeit vorgeworfen. So sollen sie am Kirchenmassaker von Liquiçá am 6. April 1999 beteiligt gewesen sein. Dafür wurde Sousa am 21. November 2001 vor dem Special Panel for Serious Crimes des Gerichtshof Dili angeklagt. Eine weitere Anklage folgte am 18. Februar 2002 für den Überfall auf das Haus des osttimoresischen Politikers Manuel Carrascalão am 17. April 1999 in Dili, an dem Sousa beteiligt gewesen sein soll. Ein privater indonesischer Fernsehsender sendete Bilder, die Sousa zeigen, wie er die Erstürmung des Hauses leitet. Auch zwei Überfalle auf die Redaktion der Zeitung Suara Timor Timur soll er angeführt haben. Des Weiteren wird ihm die Beteiligung an einem Komplott zur Ermordung von Mário Carrascalão im Mai 1999 angelastet.
Zusammen mit Eurico Guterres wurde Sousa im Juni 1999 von Osttimors Polizeichef zu den Leitern der zivilen Verteidigungskräfte (Pam Swakrsa) ernannt. Bei den indonesischen Nationalwahlen am 7. Juni 1999 kandidierte Sousa, ebenso wie Eurico Guterres und João Avares für die Golkar.
Am 20. September 1999 landeten die ersten Einheiten der internationalen Eingreiftruppe INTERFET, die im Auftrag der Vereinten Nationen die Kontrolle im Land übernahm und wieder für Ruhe und Ordnung sorgen sollte. Sousa ging über die Grenze in das indonesische Atambua in Westtimor. Von hier aus organisierte er wiederholt Angriffe der BMP auf das Gebiet von Osttimor, bis er im August 2000 vom indonesischen Militär dafür verhaftet wurde. Im September 2000 sollte Sousa als Zeuge vor der indonesischen Generalstaatsanwaltschaft befragt werden, war dann aber unauffindbar.